# Charango
Charango (från sydamerikansk spanska; uttal: [tʃaˈraŋgo]) är en liten gitarr av sydamerikanskt ursprung. Dess ljudlåda har traditionellt tillverkats av bältdjurets sköld, och den är försedd med fem eller tio (fem dubbla) strängar.
Instrumentet används i första hand vid ackompanjemang i urfolkets musik i Bolivia, Peru, norra Chile och nordvästra Argentina.

## Historia
Charangon uppfanns i början av 1700-talet i Vicekungadömet Peru, dagens Bolivia och Peru. Man förmodar att charangon uppkom som en modifiering av vihuelan, ofta ansedd som föregångaren till dagens klassiska gitarr som spanjorerna fört till kolonierna. Även lutan och mandolinen nämns ibland som möjliga föregångare till charangon. De första skrivna källor om instrumentet härrör från 1800-talet.

## Utseende
En charango är ungefär 60 cm lång. Instrumentet liknar till storleken en ukulele, men till skillnad från ukulelen eller gitarren har charangon 10 strängar grupperade i fem par som vanligtvis är stämda G, C, E, A, E uppifrån och ned. Detta gör att fingerplaceringen blir annorlunda jämfört med till exempel gitarr.
En charangospelare kallas vanligtvis charanguista.
Likt andra stränginstrument består charangon av en resonanslåda med flat eller rundad botten och en lång hals försedd med greppbräda. I halsens övre del finns ett huvud med stämskruvar som spänner strängarna till avsedd tonhöjd. Instrumentet tillverkas numera av trä, men förr förekom det exemplar där kroppen gjordes av bältdjursskal. 

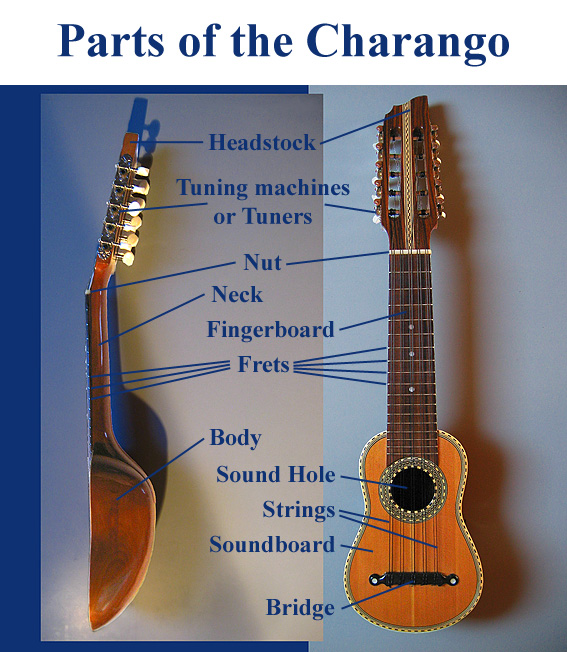
Delarna på charangon.

Charangon spelas vanligtvis i andinsk folkmusik men har på senare år blivit populär i andra delar av Latinamerika och spelas även inom andra musikgenrer.  

### Varianter
- Walaycho (även hualaycho, eller maulincho) är en mindre släkting och ofta stämd en kvart högre (ibland en kvint högre) än den vanliga charangon.
- Charangón är en större släkting:
  - Bolivia – stämd mellan ronroco och charango
  - Argentina – en oktav över walaycho (maulincho)
- Ronroco är en större släkting till charango. Den är ofta stämd en oktav lägre.
- Chillador – stämd likadan som charango men med platt kropp och ofta med stålsträngar.

Numera finns det även nylonsträngade och stålsträngade charangor. Det finns även elcharangor.

## Stämning av charango

Charango-stämning

Charangon har fem par strängar, vanligtvis stämda GCEAE (uppifrån ner). Denna stämning påminner om c-stämningen en ukelele eller venezolansk cuatro har, fast med ett extra E-parsträngar. Till skillnad från andra stränginstrument är charangon stämd inom en oktav. De fem paren är stämda enligt (från femte till första par) gg cc eE (detta då den tjockare grövre strängen är stämd en oktav lägre) aa ee.
Vissa charanguistas använder oktavsträngar i andra par istället för bara i mittenparet. 
Variationer för stämning varierar men de vanligaste är enligt bilden:

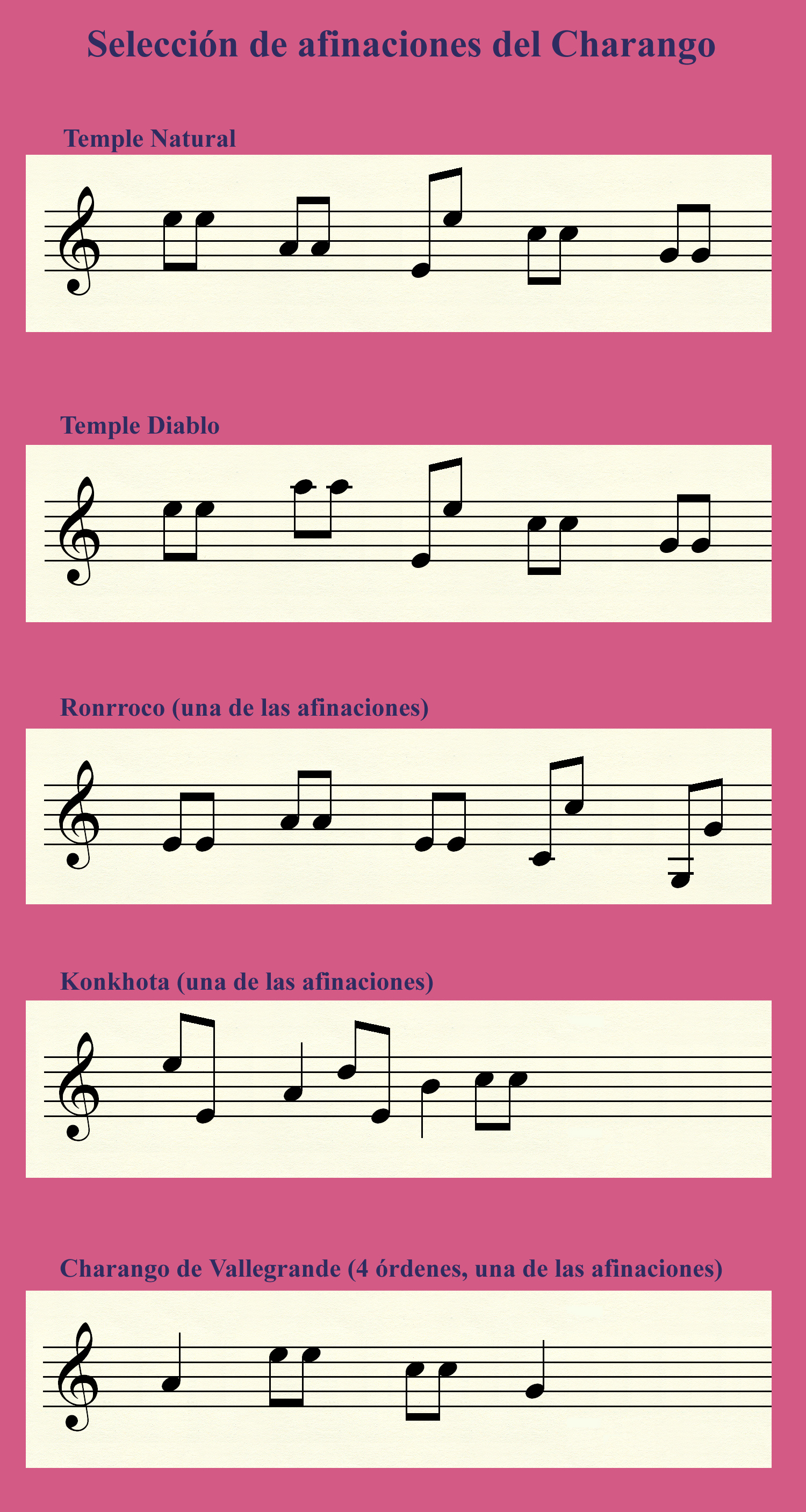
Typer av stämningar för charango.

## Charangospelande musiker och band
Charango spelas av många musiker och band som Inti-Illimani, Los Kjarkas, Gipsy Kings, Ólöf Arnalds, Gustavo Santaolalla. Den spanska (katalanska) gruppen Txarango har tagit sitt namn från instrumentet.